# Haplochromis exspectatus
Haplochromis exspectatus är en fiskart som beskrevs av Erwin Schraml 2004. Haplochromis exspectatus ingår i släktet Haplochromis och familjen Cichlidae. Inga underarter finns listade i Catalogue of Life.